# Kline
Kline je priimek v Sloveniji, ki ga je po podatkih Statističnega urada Republike Slovenije na dan 1. januarja 2010 uporabljalo 110 oseb.

## Znani slovenski nosilci priimka
- Anka Kline (*1941), jezikoslovka nemcistka
- Boštjan Kline (*1991), alpski smučar
- Mala Kline (*1977), plesalka, koreografinja, performerka, dr. filozofije
- Miha Kline (*1980), nogometaš
- Milojka Kline, umetnostna zgodovinarka
- Mirjam Kline, vrhovna državna tožilka, namestnica generalne drž. tožilke
- Miro Kline (*1944), psiholog komuniciranja in trženja, oglaševalec

## Znani tuji nosilci priimka (izg. Klajn...)
- Franz Kline (1910—1962), ameriški slikar
- John Kline (*1947), ameriški politik
- Kevin Kline (*1947), ameriški igralec
- Morris Kline (1908 – 1992), ameriški matematik in publicist (zgodovinar matematike, filozof, popularizator znanosti)
- Phil Kline (*1959), ameriški skladatelj
- Richard Kline (*1944), ameriški igralec